# خشم الخرز
خشم الخرز هو تل، ارتفاعه 317 متراً فوق سطح البحر،  في حوض وادي المهاري بناحية الشبكة بقضاء النجف، بمحافظة النجف، بالبادية العراقية غرب العراق.